# Affaire Elizabeth Canning
Vous lisez un « article de qualité » labellisé en 2011.
Pour les articles homonymes, voir Canning.
Elizabeth Canning, née le 17 septembre 1734 et décédée en juin 1773, est une servante anglaise qui a été au centre d'une affaire judiciaire qui compte parmi les plus célèbres débats criminels du XVIIIe siècle en Angleterre. Elle aurait été enlevée et retenue contre son gré dans un grenier à foin, avant de s'en échapper après environ un mois de captivité. Des personnes soupçonnées d'être ses agresseurs sont jugées et reconnues coupables, mais ensuite libérées à la lumière d'éléments nouveaux. Elizabeth Canning, reconnue coupable de parjure, est condamnée à la déportation pénale.
Elizabeth Canning disparaît le 1er janvier 1753 pendant presque un mois. Lorsqu'elle revient chez sa mère, qui demeure dans la Cité de Londres, elle est amaigrie et dans un « état déplorable ». Après avoir été questionnée par des amis et des voisins, elle est interrogée par le conseiller municipal, qui émet alors un mandat d'arrestation contre Susannah Wells, la propriétaire de la maison dans laquelle Elizabeth Canning a été séquestrée. Elle se joint ensuite à un groupe de voisins et d'amis qui se dirigent vers la maison de Susannah Wells dans Enfield Wash, où elle identifie Mary Squires comme l'un de ses ravisseurs. Magistrat local et écrivain connu à l'époque, Henry Fielding s'implique dans l'affaire et prend parti pour Elizabeth Canning. D'autres arrestations suivent et plusieurs dépositions sont enregistrées. Susannah Wells et Mary Squires sont déclarées coupables ; Mary Squires est inculpée de vol, crime passible de la peine de mort.
Le juge de première instance et lord-maire de Londres Crisp Gascoyne, mécontent du verdict, entame ses investigations. Il rencontre des témoins qui déclarent que Mary Squires et sa famille n'ont pas pu enlever Elizabeth Canning, et interroge plusieurs témoins à charge, dont certains se rétractent. Le lord-maire ordonne l'arrestation d'Elizabeth Canning, qui est alors jugée coupable de parjure. Mary Squires est relaxée, tandis qu'Elizabeth Canning est condamnée à un mois d'emprisonnement et à sept années de déportation pénale.
L'affaire Canning fait s'opposer violemment deux groupes, les Canningites (« pro-Canning ») et les Egyptians (« pro-Squires »). Pendant et après le procès, Crisp Gascoyne est injurié en public et agressé en pleine rue, tandis que les médias intéressés par l'affaire mènent une guerre des mots féroce sur le sort des jeunes femmes de chambre. Elizabeth Canning meurt en 1773 à Wethersfield dans le Connecticut, mais le mystère de sa disparition reste irrésolu.

## Histoire

### Contexte
Elizabeth Canning, l'aînée des cinq enfants de William et Elizabeth Canning, naît le 17 septembre 1734 dans la Cité de Londres. Son père est menuisier et la famille demeure dans un deux-pièces à Aldermanbury Postern à Londres,.
Le père meurt en 1751, laissant quatre enfants et une veuve enceinte du cinquième, une petite fille. Mrs Canning, à quarante-cinq ans, est aimée et respectée dans le voisinage, mais n'a que peu de ressources. Après le décès de son mari, elle se retire avec les quatre frères et sœurs d'Elizabeth dans la pièce arrière du deux-pièces pour pouvoir loger James Lord, l'apprenti, dans la pièce avant.
L'éducation d'Elizabeth a été limitée à quelques mois d'apprentissage dans une école d'écriture. Depuis qu'elle a quinze ou seize ans, elle travaille comme servante dans la maison de John Wintlebury, un tavernier, qui la considère comme une fille honnête mais timide. À partir d'octobre 1752, elle vit au domicile d'Edward Lyon, un menuisier voisin de sa mère, qui partage la même opinion que Wintlebury sur son caractère,. À dix-huit ans, elle est décrite comme une jeune fille potelée qui mesure 5 pieds (soit 1,50 m), au visage marqué par la variole, avec un long nez droit et des yeux écartés.

### Disparition
Elizabeth Canning disparaît le 1er janvier 1753. Ne travaillant pas ce jour-là, elle passe du temps avec sa famille, envisageant d'aller faire des courses avec sa mère après avoir rendu visite à sa tante et à son oncle, Alice et Thomas Colley, mais elle change d'avis et reste avec eux pendant la soirée. Elle reprend le chemin d'Aldermanbury vers 21 heures, accompagnée de sa tante et son oncle pendant les deux premiers tiers du trajet entre leur domicile et chez elle.
Comme elle ne se présente pas chez Edward Lyon comme prévu, son employeur, inquiet, se rend deux fois à la maison de la mère d'Elizabeth pour s'informer. La mère envoie ses trois autres enfants la chercher à Moorfields, tandis que James Lord se rend chez les Colley, qui lui disent avoir quitté Elizabeth près de l'église d'Aldgate, dans Houndsditch, vers 21 h 30. La mère d'Elizabeth se rend aussi chez les Colley le lendemain matin, mais n'apprend rien de plus. On demande aux voisins s'ils savent où peut se trouver Elizabeth, en vain. Tandis que les semaines passent, sa mère fouille les environs et la parentèle inspecte la ville. Une annonce est publiée dans les journaux et des prières sont récitées à haute voix dans les temples et les églises. Excepté la mention du cri d'une femme en provenance d'un coche couvert le 1er janvier, aucun indice n'est trouvé, aucune information pertinente apportée,.

### Réapparition
Elizabeth réapparaît vers 22 heures le 29 janvier 1753. En voyant sa fille, disparue depuis quasiment un mois, sa mère s'évanouit. Quand elle reprend ses esprits, elle envoie James Lord, l'apprenti menuisier, chercher les voisins. En quelques minutes, la maison est remplie de monde. Elizabeth est décrite comme étant dans un « état déplorable » : le visage et les mains noirs de crasse, la tête entourée d'un chiffon sale taché du sang d'une oreille blessée, elle est juste vêtue d'une chemise, d'une jaquette et d'un jupon.
Elizabeth raconte qu'elle a été attaquée par deux hommes près du Bethlem Royal Hospital. Ils l'ont à-demi déshabillée, volée, puis frappée à la tempe. Elle a alors perdu conscience. Elle a repris connaissance « sur une grande route, près d'un cours d'eau, en compagnie des deux hommes qui [l]'avaient enlevée ». Elle a été contrainte de marcher jusqu'à une maison, où une vieille femme lui a demandé si « elle [allait suivre] leurs pas » (c'est-à-dire se livrer à la prostitution). Elizabeth Canning a refusé et la femme a coupé son corset, l'a giflée puis poussée dans l'escalier qui mène aux combles. Elle est demeurée dans ce grenier plusieurs semaines, sans voir personne, à peine nourrie de pain et d'eau. Les vêtements qu'elle porte, elle les a trouvés dans la cheminée du grenier. Elle est finalement parvenue à s'enfuir, après avoir arraché quelques montants de bois d'une fenêtre, avant d'entamer une marche de cinq heures pour rejoindre la maison familiale. Elizabeth se souvenait avoir entendu prononcer un nom, quelque chose comme « Wills ou Wells » et, comme elle avait vu par la fenêtre un cocher qu'elle avait reconnu, elle pensait avoir été emprisonnée dans une maison située sur Hertford Road. En se fondant sur ces indices, John Wintlebury et un journalier, Robert Scarrat, jugent qu'il ne peut s'agir que de la maison de « Mère » Susannah Wells, qui se trouve à environ 10 miles (16 km), sur Enfield Wash,.
Dès le lendemain elle est examinée par un apothicaire qui la trouve si faible qu'il peut « à peine entendre ce qu'elle dit » ; son pouls est très bas, elle a des sueurs froides. Comme ses fonctions digestives sont complètement bloquées, il tente de lui faire avaler un purgatif, mais elle le vomit. Il parvient finalement à la rétablir en lui faisant subir plusieurs clystères. Le 31 janvier le London Daily Advertiser annonce la réapparition d'Elizabeth et publie ses explications (y compris l'hypothèse qu'elle a été détenue dans la maison de Susannah Wells). Le même jour, Elizabeth est emmenée par ses amis et des voisins à l'Hôtel de ville de la City, le Guildhall pour porter plainte auprès de l'Alderman (magistrat municipal) Thomas Chitty, afin d'obtenir un mandat d'arrêt contre Susannah Wells.

## Accusations contre les «tortionnaires» d'Elizabeth

### Enfield Wash

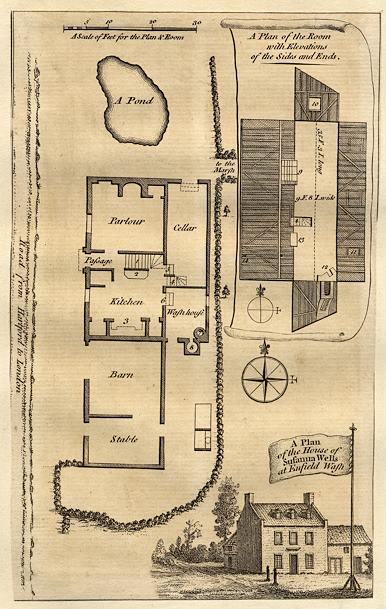
Plan de la maison de Susanna Wells, paru dans le London Magazine en 1754.

Chitty, après avoir écouté la déposition, émet le mandat d'arrêt. Elizabeth est encore très faible, le premier médecin qui l'a vue, le docteur John Eaton, craint même qu'elle ne meure, mais ses partisans prennent le risque de la faire sortir de chez elle pour qu'elle reconnaisse la pièce dans laquelle elle a été retenue et identifie ses ravisseurs pour obtenir justice. Le 1er février, ils l'emmènent donc à Enfield Wash. Wintlebury, Scarrat et Joseph Adamson (un voisin qui connaît Elizabeth depuis l'enfance) sont à cheval. Les autres doivent venir dans deux véhicules, une voiture de louage pour les hommes et une chaise pour Elizabeth et sa mère. Les trois cavaliers, les premiers à arriver, rejoignent William White, l'adjudant porteur du mandat et ses hommes qui attendent au Sun and Woolpack l'arrivée de Susannah Wells. La demeure de cette dernière possède plusieurs dépendances : en plus de ses parties résidentielles, elle comprend une ébénisterie, une boucherie et un cabaret. Un vieil homme y garde des animaux et accueille occasionnellement des locataires. Susannah Wells est doublement veuve ; son premier mari, Mr Howit, était charpentier et le second, Abraham Wells, a été pendu pour vol. Elle a elle-même été condamnée en 1736 pour parjure. La fille de son premier mari, Sarah Howit, est revenu vivre chez sa mère depuis deux ans, après avoir été probablement domestique pendant cinq ou six ans. Le frère de Sarah Howit, charpentier comme son père, marié et père de deux jeunes enfants, habite à quelques centaines de mètres. Une autre fille, de son second mari, Elizabeth Long, âgée de vingt-deux ans, veuve elle aussi, vit tout près.
Quand Susannah Wells apparaît, vers 9 heures, les officiers de police encerclent la maison et interpellent toutes les personnes qui s'y trouvent : une vieille femme nommée Mary Squires, ses enfants (un fils et deux filles), Susannah Wells, Virtue Hall, et une personne qu'ils pensent être la fille de Susannah Wells. En perquisitionnant, William White découvre une jeune femme dans le grenier, Judith Natus, qu'il envoie rejoindre les autres, comptant aussi l'interroger. Cependant, il est intrigué car cette pièce ne correspond pas tout à fait à la description initiale d'Elizabeth. Il ne trouve pas non plus de traces au sol sous la fenêtre nord, ni d'indice qu'on ait brisé ou arraché des pièces de bois à la fenêtre pour sortir.
Le véhicule de louage enfin là, tout le monde entre inspecter la maison, se disant aussi étonnés que le gardien de la paix de l'absence visible de preuve d'une détention.
La chaise amenant Elizabeth Canning, sa mère et deux autres personnes, arrivant à son tour, Elizabeth est conduite dans la maison par Adamson. Elle reconnaît alors en Mary Squires la femme qui a coupé son corset et indique que la fille de Mary Squires et Virtue Hall étaient là lorsque c'est arrivé. Elizabeth monte ensuite à l'étage et reconnaît dans le galetas la pièce dans laquelle elle a été retenue, bien qu'il contienne plus de foin que dans son souvenir. En regardant plus attentivement, on constate que l'encadrement de la fenêtre a été refait récemment, visiblement très peu de temps avant l'arrivée de la police. Les preuves sont accablantes pour les accusés. Ils sont conduits au juge de paix le plus proche, Merry Tyshemaker, qui interroge d'abord Elizabeth, puis les personnes arrêtées dans la maison Wells. Mary Squires et Susannah Wells sont sommées de se justifier, la première pour l'effacement des traces du passage d'Elizabeth Canning, la seconde pour . George Squires et Virtue Hall, qui nient une quelconque implication dans l'enlèvement, sont libérés. Elizabeth Canning et ses amis sont autorisés à rentrer chez eux.

### Investigations de Henry Fielding

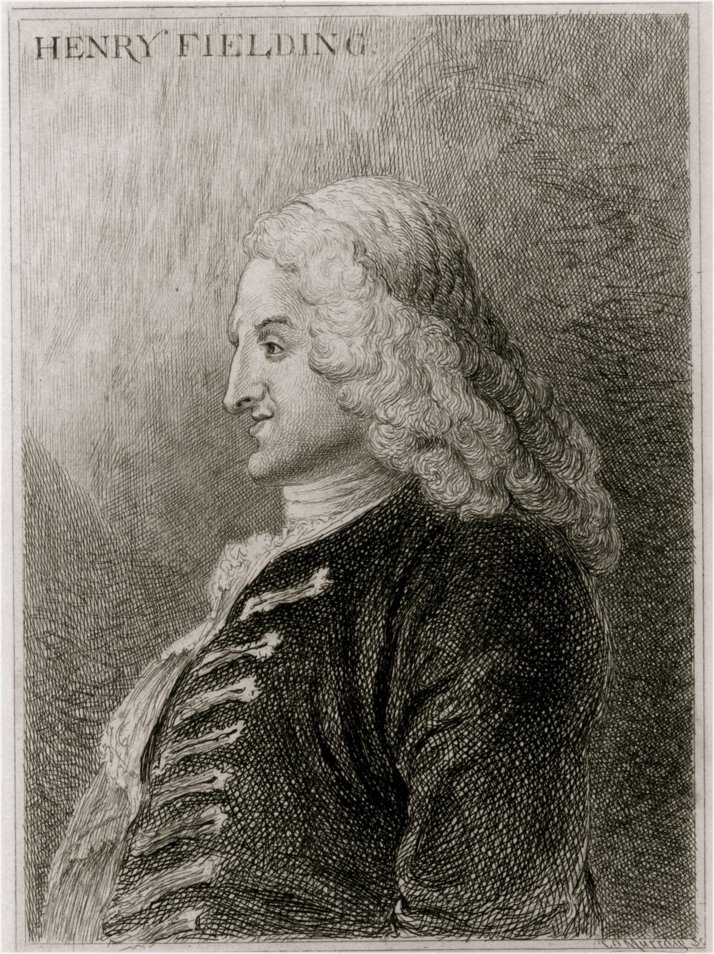
Henry Fielding mène l'enquête sur les accusations d'Elizabeth Canning.

Dans le droit anglais du XVIIIe siècle, une agression, bien que ce soit, de loin, la forme de violence la plus souvent portée en justice, n'est pas considérée comme relevant d'une atteinte à l'ordre public, mais seulement d'une action civile entre deux parties en litige. Ainsi, si elle porte plainte, il incombera à Elizabeth Canning d'entreprendre les poursuites contre les personnes qu'elle accuse d'enlèvement et de se charger aussi de toute l'enquête sur le crime supposé. C'est une démarche particulièrement coûteuse en temps et en argent, sans aucune garantie de succès. Or les Canning sont loin d'être riches, Elizabeth aura donc besoin du soutien financier de ses amis et voisins pour porter plainte. En outre, la justice préfère généralement une conciliation à l'amiable entre les parties à une confrontation au tribunal. Aussi, bien que l'état dans lequel Elizabeth est retournée chez elle le 29 janvier soit le fait le plus répréhensible aux yeux de ses amis, c'est la disparition du corset – et sa valeur, assez élevée, puisqu'elle est évaluée à 10 shillings – qui est l'aspect le plus prometteur de l'affaire. Le vol étant passible de la peine de mort, il rend la plainte pour enlèvement plus digne d'intérêt pour la justice.
Tandis qu'Elizabeth Canning continue à être suivie médicalement, ses défenseurs, essentiellement des hommes, préparent le procès contre Mary Squires et Susannah Wells. Ils prennent notamment des conseils juridiques auprès d'un avocat, Maître Salt, qui leur suggère de consulter le magistrat Henry Fielding. Fielding, alors âgé de 45 ans, a des penchants pour l'alcool et un état de santé vacillant. Depuis qu'il a pris ses fonctions, quatre années auparavant, comme juge de paix dans le Middlesex et à Westminster, il s'est intéressé – avec une énergie qualifiée de « volcanique » – aux affaires criminelles. En décembre 1751, il a publié Amelia, histoire d'une jeune femme poussée au vice et à la folie par un mari violent. Bien que la critique du livre ait été mauvaise, Fielding pense que son expérience en criminologie peut lui permettre de comprendre les noirceurs dans lesquelles l'esprit humain peut s'enfoncer.
Quand Maître Salt évoque le cas d'Elizabeth Canning devant Henry Fielding, la curiosité de l'écrivain-magistrat prend le dessus. Il accepte de recueillir le témoignage sous serment d'Elizabeth dès le lendemain. Bien qu'il ne soit pas prédisposé à croire  ce que raconte une servante, il est impressionné par la modestie et les bonnes manières de la jeune femme, et émet un mandat d'arrêt contre tous les occupants de la maison Wells : « ils pourraient comparaître devant moi, [et] devraient donner des gages de bonne conduite ». Virtue Hall et Judith Natus sont interpellées, mais George Squires, ses sœurs et la fille des Wells, Sarah Howit, ont quitté la maison et sont en fuite,,.

### Premiers échos dans la presse
Le London Daily Advertiser, dont les bureaux sont sur Grub Street, relaie l'affaire le 10 février, la faisant rapidement passer au premier plan :
« The house of that notorious woman well known by the name of Mother Wells, between Enfield Wash and Waltham Cross, was immediately suspected; and from many Circumstances appears to be the dismal Prison of the unhappy sufferer, whose melancholy Situation since her miraculous Escape is worthy of Compassion and Charitable contributions of all public-spirited people, and anyone who has any regard for the Safety of their Children and Relations, who are equally liable to the same inhuman and cruel Usage… all these circumstances being duly considered, it is not doubted but a Subscription or Contribution will soon be raised, to enable the Persons who have undertaken to detect this notorious Gang to prosecute their good Intentions with the utmost Vigour, as such a nest of Villains is of the greatest Danger to the Safety of his Majesty's good Subjects. »
« La maison d'une femme de mauvaise réputation bien connue sous le nom de Mère Wells, entre Enfield Wash et Waltham Cross, a immédiatement été suspectée ; et de nombreuses circonstances tendent à penser que cette maison a été la triste prison d'une malheureuse victime, dont la situation depuis sa miraculeuse évasion est digne de compassion et de contributions charitables de la part de toute personne animée de civisme, et de quiconque a souci de la sécurité d'enfants et de proches qui seraient livrés à la même situation inhumaine et cruelle… toutes ces circonstances étant dûment prises en considération, nul doute qu'une souscription ou contribution sera prochainement demandée, pour permettre aux personnes qui ont entrepris de retrouver ce gang notoire de poursuivre leurs beaux desseins avec la plus grande vigueur, étant donné qu'un nid de scélérats est le pire danger pour la sécurité des bons sujets de sa Majesté. »
Le même jour, les partisans d'Elizabeth Canning invitent à faire des dons au travers du pamphlet Case of Elizabeth Canning, imprimé de façon indépendante en vue d'accroître le soutien pour la poursuite des ravisseurs. Dans cette brochure, Susannah Wells est qualifiée de « femme monstrueuse ». Une version modifiée qui paraît une semaine plus tard dans le Public Advertiser, révèle qu'Elizabeth Canning a souffert d'une attaque après avoir été frappée à la tête. Mary Squires est traitée de « vieille Gitane », qui « a volé à la jeune-fille son corset ; puis l'a enfermée, dans un état de dénuement des plus misérables, parce qu'elle ne voulait pas devenir une prostituée,  dans une vieille arrière-salle ou un grenier »,. Bien que Mary Squires soit souvent mentionnée comme gitane, cette identification a été, de temps à autre, remise en cause. Judith Moore la décrit « brune, grande, mais courbée, une vieille femme, d'un âge entre soixante et quatre-vingts ans, parfois présentée comme exceptionnellement gentille », ajoutant que « toutes les descriptions convergent sur le fait qu'elle était vraiment très laide, avec un nez très large et une lèvre inférieure enflée et défigurée par un scrofule ».
Une déposition rédigée de la main des partisans d'Elizabeth Canning, en vue de son procès, rapporte aussi l'histoire d'un ouvrier nommé Barrison qui raconte que sa fille, une nuit de 1752, avait demandé à rester chez les Wells mais elle n'avait pas d'argent. Susannah Wells l'aurait alors hébergée et nourrie sans la faire payer, mais l'aurait ensuite présentée à « un gentleman avec un gilet lacé » qui l'aurait apparemment prise pour une prostituée. La jeune fille, ayant refusé ses avances, a été enfermée dans la pièce à l'étage, avant d'être délivrée le lendemain matin par un ami qui avait entendu ses appels au secours. Les propos de Barrison, rapportés de seconde main, sont toutefois impossibles à prouver,.
Pendant cette période, le public soutient largement Elizabeth Canning. Elle est en effet présentée comme une jeune domestique de 18 ans, menacée par le milieu de la prostitution et retenue captive par une méchante vieille Gitane, avant de s'échapper, amaigrie et émaciée, pour retourner chez sa mère aimante. C'est l'histoire généralement acceptée par le grand public et la gentry.

### Aveux de Virtue Hall
Bien que Henry Fielding se dise fier de son équité en matière de rendu de la justice, peu importe le statut social du témoin, il soumet Virtue Hall à un interrogatoire en répétant certaines questions et, frustré de voir que Hall apporte des réponses contradictoires, il la menace d'emprisonnement,. Ces menaces ont l'effet désiré, car le 14 février, Virtue Hall avoue que John Squires (le fils de Mary) et un autre homme ont emmené Elizabeth Canning au domicile des Wells, tôt dans la matinée du 2 janvier. Une fois arrivée au domicile des Wells, la vieille gitane a attaqué Elizabeth et l'a forcé à monter l’escalier pour entrer dans une pièce, dans laquelle la jeune femme est restée jusqu'à son évasion. Virtue Hall indique aussi que Fortune Natus et sa femme Judith n’ont pas quitté le domicile des Wells pendant plusieurs semaines, et qu'ils ont emménagé dans la pièce-prison d'Elizabeth pour faire croire qu'ils y résidaient depuis janvier.
Les témoignages de Virtue Hall et d'Elizabeth Canning se recoupent désormais parfaitement, et Henry Fielding fixe alors son attention sur Judith Natus. Elle indique qu'elle et son mari ont dormi dans la pièce au domicile des Wells depuis janvier, mais Fielding croit qu'elle ment et l'incite à réécrire ses déclarations. Pendant ce temps, Virtue Hall est internée à la prison de Gatehouse de Westminster, bien qu'elle soit accusée d'aucun crime. Fielding quitte Londres pour une courte période et y revient pour auditionner Mary Squires, Susannah Wells et les autres protagonistes accusés dans l'affaire. Squires et Wells nient avoir connaissance de quoi que ce soit concernant Elizabeth Canning et ses aventures, et protestent énergiquement en clamant leur innocence.
L'histoire, telle qu'elle paraît dans le London Daily Advertiser, a d'ores et déjà suscité l'intérêt du grand public. Henry Fielding a quitté Londres, croyant qu'il en avait terminé : « [J'ai] produit les efforts que je croyais nécessaires de consacrer à cette affaire ». À son retour, cependant, il apprend que plusieurs « nobles Lords » ont tenté de le contacter durant sa brève absence. Le 15 février, une récompense est offerte pour la capture et la déclaration de culpabilité de John Squires et de son acolyte anonyme, et il est dressé une liste des endroits où les dons peuvent être récoltés, afin qu'ils « soient appliqués à l'exercice de l'Accusation, ou donnés à la pauvre fille comme une récompense pour sa vertu, et les misères qu'elle a vécues ». Une version embellie de l'histoire est ensuite envoyée à la presse,. George Squires n'est pas retrouvé.

## Procès de Mary Squires et de Susannah Wells

### Déroulement
Mary Squires, accusée d'agression et de vol, et Susannah Wells, sachant ce qu'a fait sa complice, sont jugées le 21 février au Session House du Old Bailey. Le lord-maire de Londres Sir Crisp Gascoyne et un comité de juges président la cour, et le procès est suivi avec intérêt par plusieurs observateurs. L'accusation de vol est très sérieuse ; si Mary Squires est condamnée pour le vol du corset d'Elizabeth Canning, elle sera pendue à Tyburn Tree.
Une importante foule se masse aux abords de l'immeuble et Elizabeth Canning est acclamée lorsqu'elle arrive. À l'intérieur, elle témoigne qu'elle a été emmenée par deux hommes à la « maison des Wells » vers 4 heures le 2 janvier. Dans la cuisine, Mary Squires était assise sur une chaise et lui a demandé si « elle [allait suivre] leurs pas ». Lorsqu'Elizabeth Canning a refusé, Mary Squires a coupé son corset, l'a giflé puis alors poussée dans un escalier qui menait à une pièce sombre. Elizabeth affirme de plus qu'elle n'a rien vu de particulier dans la pièce jusqu'à ce que le Soleil se lève : « il y avait un foyer et une grille qui le protégeait, aucun lit ni châlit, rien que du foin pour m'étendre dessus ; il y avait un pichet noir presque plein d'eau et environ 24 morceaux de pain […] environ le quart d'une miche ». Elizabeth Canning affirme devant la Cour qu'elle a enlevé quelques pièces de bois d'une fenêtre au nord du logement, s'est glissée à l'extérieur et a sauté sur la terre meuble plus bas. Elle a emprunté un sentier derrière la maison, marché à travers des champs et, quand elle a trouvé une route, s'est dirigée vers Londres. Lorsqu'on lui demande si elle a vu ou parlé à quelqu'un pendant sa fuite, elle répond que non et dit s'être tenue à l'écart de peur de rencontrer quelqu'un de la maison. William Davy contre-interroge Elizabeth sur ses souvenirs des événements à la maison. Lorsqu'il lui demande pourquoi elle ne s'est pas enfuie plus tôt, elle réplique : « Je croyais qu'ils me laisseraient partir. [La fuite] ne m'est jamais venue à l'esprit avant ce [lundi] matin ». Mary Squires, qui marmonnait à voix basse sur le banc des accusés, s'écrie alors : « Je n'ai jamais vu ce témoin de ma vie avant ce jour [voici] trois semaines ».

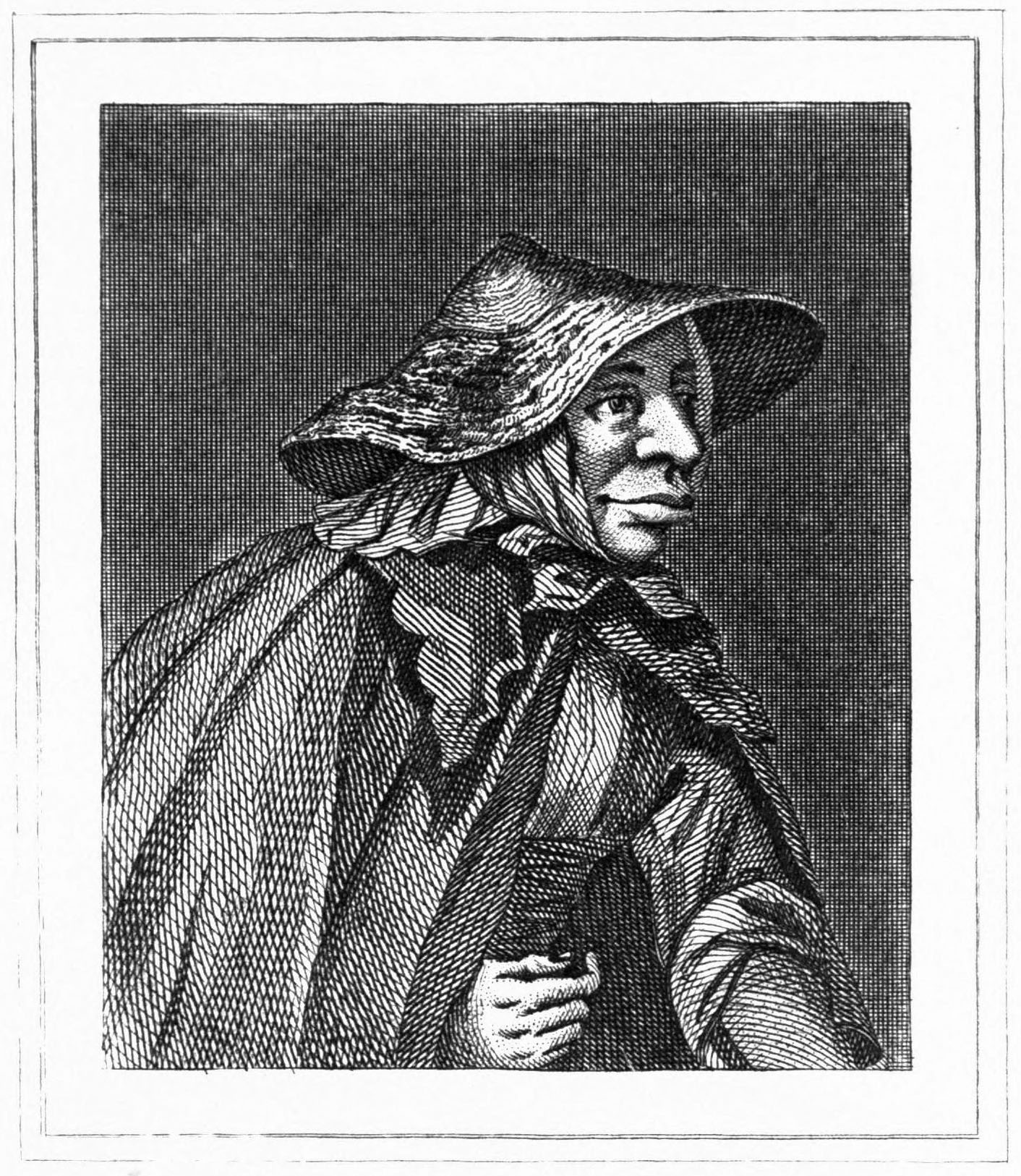
Un portrait de Mary Squires tel que publié dans The Newgate Calendar au XIXe siècle.

Le prochain témoin à la barre, Virtue Hall, raconte presque la même chose que lors de sa déposition faite devant Henry Fielding. Mary Squires l'interrompt et demande : « Quel jour la jeune femme s'est-elle faite voler ? » La cour répond : « Elle dit le matin du 2 janvier » et Mary Squires réplique alors : « Je vous en suis reconnaissante, car je suis aussi innocente que l'enfant à naître ». Susannah Wells en profite pour demander combien de temps Mary Squires et sa famille sont supposés être demeurés à la maison. Virtue Hall répond : « Pendant six ou sept semaines en tout ; ils y étaient depuis 15 jours avant que la jeune femme n'y soit amenée ». Comme plusieurs autres personnes, Thomas Colley et la mère d'Elizabeth Canning témoignent aussi. L'ancien employeur d'Elizabeth, John Wintlebury, explique à la cour comment il a déduit que la maison où était détenue la servante est celle des Wells. Mary Myers et James Lord jurent aussi avoir entendu Elizabeth dire « Wills ou Wells ». Robert Scarrat, un ancien domestique qui avait travaillé dans la région d'Edmonton à Londres et visité la maison des Wells à quelques reprises, jure aussi avoir entendu ces mots.
Même s'ils ont reçu un subpoena pour se présenter devant la cour, ni Fortune ni Judith Natus ne se présentent à la barre, l’avocat responsable expliquant plus tard que la foule à l'extérieur a pu intimider plusieurs témoins. Les voisins de Susannah Wells ont été repoussés par la foule, tout comme sa fille et son demi-frère, rapidement reconnus et bloqués. Trois témoins trouvés au Dorset par George Squires témoignent en faveur de sa mère, étant passés parmi la foule sans être reconnus,. Le premier, John Gibbons, affirme que Mary Squires lui a rendu visite à son domicile d'Abbotsbury « avec des mouchoirs, des linons, des mousselines et des tissus à carreaux, pour les vendre en ville » du 1er au 9 janvier. Son témoignage est corroboré par son voisin, William Clarke. Le dernier témoin de George Squires, Thomas Greville, indique qu'il a logé Mary Squires, sa sœur et son frère le 14 janvier à Coombe, où ils ont vendu « mouchoirs, tissus à carreaux et des choses semblables ». Cette déposition est contredite par John Iniser, un poissonnier vivant près de Waltham Cross et de Theobalds House. Iniser affirme connaître Mary Squires de vue et l'avoir aperçue dire la bonne fortune dans les environs de la maison des Wells, trois semaines avant son arrestation. Susannah Wells, dont les témoins n'ont pu franchir le barrage constitué par la foule à l'extérieur, est seulement capable de prononcer deux phrases pour sa défense. Elle affirme qu'elle n'a jamais vu Elizabeth Canning avant le 1er février et que « de la même façon que Squires, je ne l'ai vue que huit jours avant que nous ne soyons arrêtés ». Selon un rapport du procès dans le London Daily Advertiser, lorsque les trois témoins ont quitté l'immeuble, la foule « les a battus, leur a donné des coups de pied et les a maltraités avant qu'ils ne parviennent à s'enfuir ».

### Le verdict
Dans les tribunaux anglais du XVIIIe siècle, les témoins qui occupent une fonction sont, selon Douglas Hay, « très importants et souvent sollicités... pour attester du caractère, les mots de l'homme qui possède des biens sont les plus écoutés. Les juges respectent la parole des employeurs, des fermiers et des voisins gentlemen, pas celles de simples voisins ou amis ». Le jury, apparemment peu impressionné par les preuves de la défense, déclare les deux défendeurs coupables. Les accusés entendent leur sentence le 26 février. Susannah Wells est condamnée à être marquée au fer sur sa main et à passer six mois en prison. Mary Squires est condamnée à la pendaison pour le vol du corset d'Elizabeth Canning. À partir de mars 1753, des pamphlets à propos de l'histoire d'Elizabeth Canning circulent dans les cafés de Londres. Beaucoup de Londoniens sont indignés des traitements qu'a fait subir Mary Squires à Elizabeth Canning, et cette indignation est amplifiée lorsque Little Jemmy, « un pauvre homme qui marche avec un bâton dans les rues », est soi-disant volé et frappé par cinq gitans. Elizabeth Canning est célébrée par le peuple et la noblesse, plusieurs nobles lui ayant même versé de l'argent, ce qui lui permet d'emménager dans un meilleur logement, à savoir la maison d'un Mr Marshall, fromager à Aldermanbury.

## Suites de l'affaire

### Investigations de Crisp Gascoyne

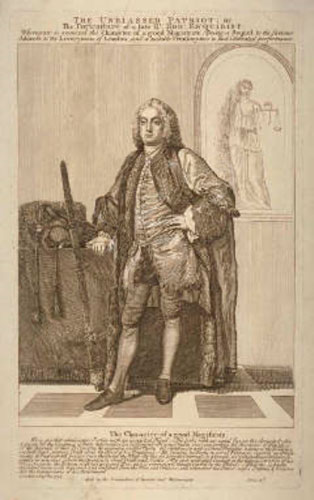
Sir Crisp Gascoyne est convaincu que la justice a échoué.

Le verdict est contesté par plusieurs personnalités. Sir Crisp Gascoyne et quelques collègues du tribunal jugent l'histoire d'Elizabeth Canning peu crédible. Gascoyne est dégoûté par l'attitude des partisans de Canning qui, se tenant à l'extérieur de la cour, ont empêché des personnes de témoigner, et éprouve une sympathie marquée envers Mary Squires qu'il surnomme « la pauvre créature ». Âgé de 52 ans, Gascoyne a commencé comme brasseur dans la rue Houndsditch à Londres avant d'épouser la fille d'un riche médecin. À la brasserie, il a gravi les échelons pour finalement occuper le poste de maître-brasseur, puis a servi comme échevin du Ward de Vintry et comme shérif de la Cité de Londres. Il a été anobli après avoir adressé une pétition au roi. Il soutient les orphelins de la ville et est connu pour sa bienveillance dans l'Essex, où il détient plusieurs grandes propriétés.
Crisp Gascoyne commence à enquêter de façon privée puis écrit au pasteur anglican d'Abbotsville, James Harris. Il ne croit pas que les trois témoins qui en proviennent voyageraient d'aussi loin pour « se parjurer au nom de ce misérable objet ». Le pasteur peut confirmer le témoignage de Gibbons et propose même de nouveaux témoins qui affirment avoir vu Mary Squires dans la région. Gascoyne croit aussi que quelques partisans d'Elizabeth Canning doutent de la véracité de son histoire et font collusion car ils ont une rancune envers lui ; selon lui, le procès est aussi une forme d'attaque politique contre un officier public et il refuse de laisser passer une telle offense. Son désir de faire justice est à la fois alimenté par sa compassion pour Mary Squires et par son indignation face à ce qu'il décrit comme la tromperie de son accusatrice, Elizabeth Canning. Son attitude est aussi influencée par les mœurs de l'époque. Il juge que les comportements des partisans de Canning sont inappropriés pour des gens de leur rang social, et est plus impressionné par l'assurance d'Alderman Chitty et du pasteur Harris qui, comme gentlemen et défenseurs du bien public, lui semblent plus dignes de confiance.
Le juge Gundry, collègue de Crisp Gascoyne au tribunal, écrit au undersheriff du Dorset. Ce dernier, qui connaît John Gibbons et William Clarke, écrit en retour qu'« ils n'auraient pas témoigné si ce n'était pas vrai ». Clarke aurait peut-être vécu une relation avec Lucy Squires et affirme être demeuré avec Mary Squires à Ridgeway. Quinze personnalités d'Abbotsbury, dont un marguiller, des Overseers of the Poor, un instituteur et un tithingman, jurent avoir vu Mary Squires dans le Dorset en janvier et affirment que les trois témoins sont des personnes dignes de confiance. Six autres hommes d'Abbotsbury ont marché 20 miles pour signer un affidavit qui corrobore les dires des voisins.
Henry Fielding et Crisp Gascoyne ont tous deux rédigé des pamphlets à propos de l'affaire, chacun contredisant l'autre, mais c'est le témoignage de Virtue Hall, essentiel à la poursuite judiciaire contre Mary Squires et Susannah Wells, qui devient le point central des investigations de Gascoyne. Hall a témoigné devant Henry Fielding sous la menace d'être emprisonnée et quand l'écrivain John Hill a entendu par hasard d'un magistrat qu'elle avait exprimé des remords, Hill a pressenti qu'il pouvait marquer des points. Hill, un remarquable écrivain qui tient un éditorial dans un journal renommé, s'est disputé à plusieurs reprises avec différents notables, dont Fielding. Ce dernier a mis fin à l'une des disputes en écrivant dans le Covent Garden Journal que « cette colline [hill en anglais] était une dérisoire colline de crottes [dunghill], qui avait été nivelée en étant recouverte de saletés ».
John Hill communique ses informations à Crisp Gascoyne, lequel envoie chercher la jeune femme. À ce moment, Virtue Hall se trouve dans un Poultry Compter, petite prison sous la responsabilité d'un shérif. Accompagnée de plusieurs partisans d'Elizabeth Canning, ses réponses sont d'abord évasives, mais une fois seule face à Gascoyne, elle admet qu'elle s'est parjurée. Hall est questionnée à nouveau le 7 mars à la fois par des partisans et par Gascoyne. Quand on lui demande pourquoi elle a menti à la cour, elle réplique : « Quand j'étais en présence de Fielding, j'ai dit en premier la vérité, mais on m'a dit que ce n'était pas la vérité. J'étais terrifiée et on menaçait de m'envoyer à Newgate en me poursuivant comme une criminelle, à moins que je ne dise la vérité ». L'un des partisans lui demande alors si elle dit la vérité, mais ses réponses ne sont pas concluantes et, maintenant qu'elle s'est confessée et a renié la plupart des affirmations précédentes, les deux parties commencent à la voir comme un handicap.

### Accusations de parjure contre Elizabeth

#### Manœuvres de Crisp Gascoyne
Le pasteur Harris envoie plusieurs de ses ouailles à Londres pour témoigner devant Crisp Gascoyne. À Newgate le 9 mars, le lord-maire interroge aussi Susannah Wells, laquelle confirme la nouvelle version des faits de Virtue Hall. Il interroge ensuite plusieurs personnes les 12 et 13 mars, dont Fortune et Judith Natus, et un témoin qui pourrait jeter le doute sur le témoignage de John Iniser. Gascoyne interroge aussi George et Lucy Squires sur leurs voyages au début de l'année 1753. George est incapable de se souvenir de tous les endroits qu'ils ont visités, Gascoyne l'envoie alors dans le Dorset pour l'aider à se rappeler. Gascoyne rencontre Elizabeth Long (la fille des Wells), qui n'avait pu témoigner en faveur de sa mère à cause de la foule et, le 23 mars, trois des témoins en faveur d'Elizabeth Canning expriment leurs doutes à Gascoyne à propos de l'histoire de la jeune servante. Un autre témoin, qui jure avoir vu Mary Squires à Abbotsbury en janvier, est aussi interrogé deux jours plus tard. Gascoyne lui ordonne de rendre visite à Mary Squires à la prison de Newgate, où les deux se reconnaissent immédiatement.
En parallèle, John Myles, qui a remplacé Salt comme conseiller judiciaire des Canningites (ceux en faveur de Canning), rassemble des témoins qui peuvent affirmer avoir vu Mary Squires près d’Enfield Wash. L'un dit qu'il a vu deux hommes traîner une femme vers Enfield Wash au début de janvier ; d'autres qu'ils ont vu « un pauvre et misérable gueux » se diriger vers Londres le 29 janvier. Il trouve également des témoins qui affirment avoir vu Mary Squires en décembre et en janvier à Enfield Wash. De façon détournée, Crisp Gascoyne apprend que Myles mène des investigations. Ce dernier a demandé l'opinion d'un certain John Cooper de Salisbury à propos des sept témoins qui prétendent avoir vu Mary Squires à Coombe. Cooper a écrit en retour, affirmant la bonne personnalité de Thomas Greville (qui avait témoigné en faveur des Squires lors du procès), mais il fait aussi parvenir la même information à Gascoyne, lui offrant également son soutien.
Gascoyne est maintenant convaincu qu'Elizabeth Canning n'a pas dit la vérité. Il croit qu'en janvier Mary Squires a vraisemblablement voyagé dans le Dorset, dans le comté d'Hampshire puis à Londres, et ne se trouvait donc pas à Enfield Wash pour kidnapper Elizabeth Canning. Le 13 mars, il ordonne l'arrestation de Canning pour parjure.

#### Conflits
La presse s'empare alors de l'affaire. Les écrits des journalistes et des éditeurs de la Grub Street rendent les opinions plus tranchées et renforcent les anciens stéréotypes à propos des « gitans malicieux et une pauvre fille innocente qui a refusé de perdre sa vertu ». Les Canningites attisent les sentiments contre les gitans en diffusant des pamphlets et des publicités, l'une de celles-ci surnommant Crisp Gascoyne, devenu impopulaire, « le Roi des Gitans ». Des rapports commencent à circuler à propos de sinistres allées et venues ; l'un indique que des hommes à dos de cheval menacent de brûler toutes les maisons et toutes les granges des alentours si Mary Squires est pendue.

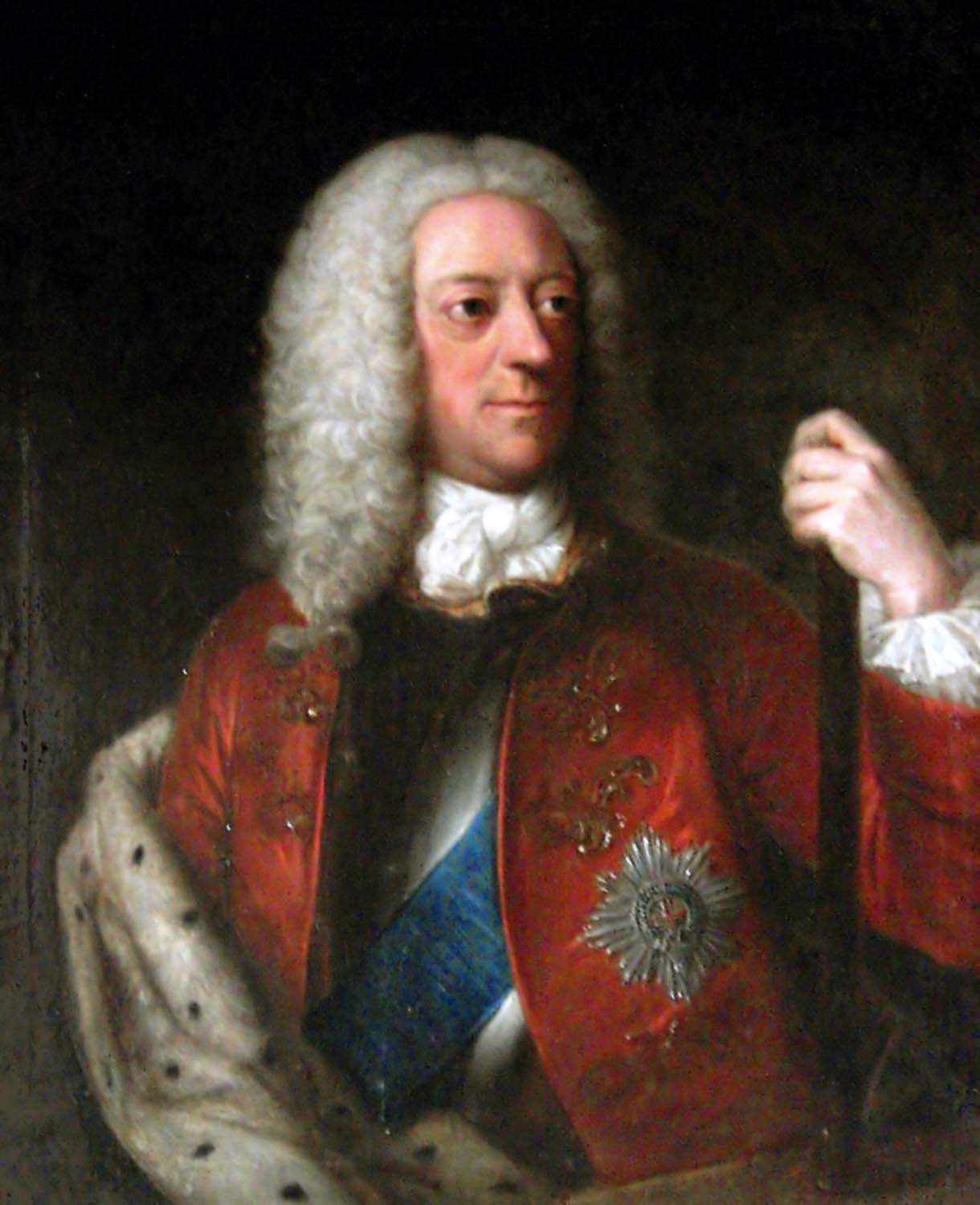
Le roi George II suspendra l'exécution de la peine de Mary Squires, suivie plus tard d'un pardon.

L'honnêteté d'Elizabeth Canning et la façon dont Henry Fielding a traité le dossier ont été très critiquées par The London Daily Advertiser quelques jours plus tôt. Le jour où Crisp Gascoyne a ordonné l'arrestation d'Elizabeth Canning, une annonce paraît dans le Public Advertiser, demandant à ses lecteurs de « retenir leur jugement dans le cas de la femme gitane jusqu'à ce qu'un exposé complet des faits, présentement rédigé par M. Fielding, soit publié ». Fielding a appris l'interrogatoire de Virtue Hall par Crisp Gascoyne et a fait amener Elizabeth Canning à son domicile de Bow Street pour « obtenir d'elle la vérité et l'amener à se confesser si elle est coupable ». Satisfait du compte rendu d'Elizabeth et peu concerné par Hall, sa critique des partisans de Mary Squires paraît sous le titre A Clear Statement of the Case of Elizabeth Canning (« Une déclaration claire de l'affaire Elizabeth Canning »), dans laquelle il affirme que la jeune servante est vertueuse et attaque en même temps ceux qui refusent de la croire. Les copies du document s'écoulent si vite qu'une autre impression est commandée deux jours plus tard. John Hill perçoit A Clear Statement comme une attaque frontale envers Gascoyne et attaque Fielding dans The Story of Elizabeth Canning Considered (« Considérations sur l'histoire d'Elizabeth Canning »), le ridiculisant en écrivant des commentaires tel que « Qui êtes-vous, Monsieur, pour dicter au gouvernement [ce qu'il doit faire] ? Retirez-vous en vous-même et tenez votre rang ». À partir de ce moment, Fielding cesse de prendre part à l'affaire, croyant que les partisans d'Elizabeth Canning le perçoivent comme un obstacle.
Au XVIIIe siècle, environ la moitié des condamnés à mort ne sont pas envoyés à la potence, mais en prison ou à l'un des bagnes dans les colonies britanniques. Le pardon n'est pas habituel mais il est possible de contourner la décision d'une cour en adressant une pétition au roi. Même si Crisp Gascoyne éprouve quelques doutes envers les témoins qu'il a interrogés, il écrit néanmoins à George II pour lui demander le pardon de Mary Squires. Le 10 avril 1753, le roi ordonne que l'exécution de la peine de mort soit suspendue pendant six semaines, le temps que des preuves soient envoyées au Lord chancelier Lord Hardwicke ainsi qu'à l’attorney et solliciteur-général. Mary Squires reçoit son pardon le 30 mai 1753. Susannah Wells doit cependant faire son temps à la Newgate Prison, et elle est relâchée le 21 août.

### Procès des hommes d'Abbotsbury
Alors que les esprits s'échauffent à cause du pardon obtenu par Mary Squires, John Myles prépare la défense d'Elizabeth Canning. Le 20 avril, il se trouve à Dorchester dans le Dorset avec un mandat d'arrestation contre Gibbons, Clark et Greville, les trois hommes d'Abbotsbury qui ont témoigné en faveur de Mary Squires. Accompagné d'un petit contingent d'hommes armés, il arrête Gibbons et Clarke à l'auberge du coin et les ramène à Dorchester. Son mandat est cependant mal rédigé et le juge ordonne la libération de Gibbons. Clarke est amené à Londres où il est interrogé par Myles, qui le retient deux jours dans sa maison, mais le cordonnier refuse de coopérer. Libéré sous caution, il retourne à Abbotsbury.
Les trois hommes sont accusés de « parjure délibérément corrompu » et sont jugés le 6 septembre 1753 au Old Bailey. En tant que lord-maire de Londres, Crisp Gascoyne s'exclut de lui-même du tribunal de peur de biaiser le jugement. Les défendeurs sont représentés par William Davy, lequel a auparavant défendu Mary Squires et Susannah Wells. Plus de 100 personnes sont présentes pour témoigner en leur faveur, mais ni Elizabeth Canning ni ses partisans ne sont présents. Myles n'est pas payé par ses clients, et envoie plutôt son frère Thomas chercher un clerc pour remettre à la cour une série d'ordonnances, une tactique de retardement. Les Canningites ignorent que Gascoyne s'est retiré du dossier et craignent que celui-ci publie des preuves embarrassantes si Elizabeth apparaît au tribunal. Ils tiennent aussi leurs témoins éloignés du tribunal : seule une voisine de la mère d'Elizabeth est présente. Gibbons, Clark et Greville sont déclarés innocents et relâchés.
Elizabeth Canning ne s'est pas montrée en public depuis un long moment et est déclarée hors-la-loi. Lorsqu'un nouveau lord-maire est appointé en novembre 1753, elle ne réapparaît pas non plus. C'est seulement lors des sessions de février 1754 du Old Bailey qu'elle se présente aux autorités.

### Procès d'Elizabeth Canning
« Messieurs, la prisonnière est accusée de l'un des pires crimes haineux ; une tentative, en se parjurant de façon volontaire et pervertie, de prendre la vie d'une innocente, et avec aggravation. Dans le noir catalogue des délits, je n'en connais aucun aussi sombre. C'est la perversion des lois de son pays selon le pire des buts ; c'est retirer l'épée des mains de la Justice pour répandre le sang innocent,. »
— Edward Willes, extrait du discours préliminaire
Le procès d'Elizabeth Canning est d'une durée peu habituelle pour l'époque : il commence le lundi 29 avril 1754 au Old Bailey et continue les 1er mai, 3 et 4 mai, les 6 et 7 mai, pour se terminer le 8 mai. Lors de la sélection du jury, la couronne a rejeté 17 jurés potentiels alors que la défense en a rejeté trois et a été incapable de s'opposer au choix du président du jury qui, semble-t-il, a publiquement qualifié Elizabeth Canning « de C.....E DE MENTEUSE, de TRICHEUSE ou d'IMPOSTEURE ». La présidence du tribunal est assurée par deux juges et le nouveau lord-maire Thomas Rawlinson. Elizabeth Canning est représentée par trois attorneys : George Nares, John Morton et un Mr Williams. Les procureurs sont Bamber Gascoyne (le fils de Gascoyne), Edward Willes et William Davy. Après que l'accusation a été lue à voix haute par le Clerk of Arraigns, un commis de la cour, Bamber Gascoyne raconte l'histoire d'Elizabeth Canning à propos de ses supposés enlèvement et emprisonnement. Ensuite, Davy attaque la version des faits d'Elizabeth Canning et raconte comment Mary Squires et sa famille ont voyagé en Angleterre pour vendre des produits de contrebande. Il remet de nouvelles preuves qui appuient l'alibi de Mary Squires et jettent un doute sur la description qu'a faite Elizabeth Canning de sa prison, avant de la questionner sur le compte rendu de son évasion. Il conclut en discutant de l'abjuration de Virtue Hall. Le prochain à parler, Willes, montre des supposées contradictions entre les différents comptes rendus d'Elizabeth Canning pour expliquer sa disparition.

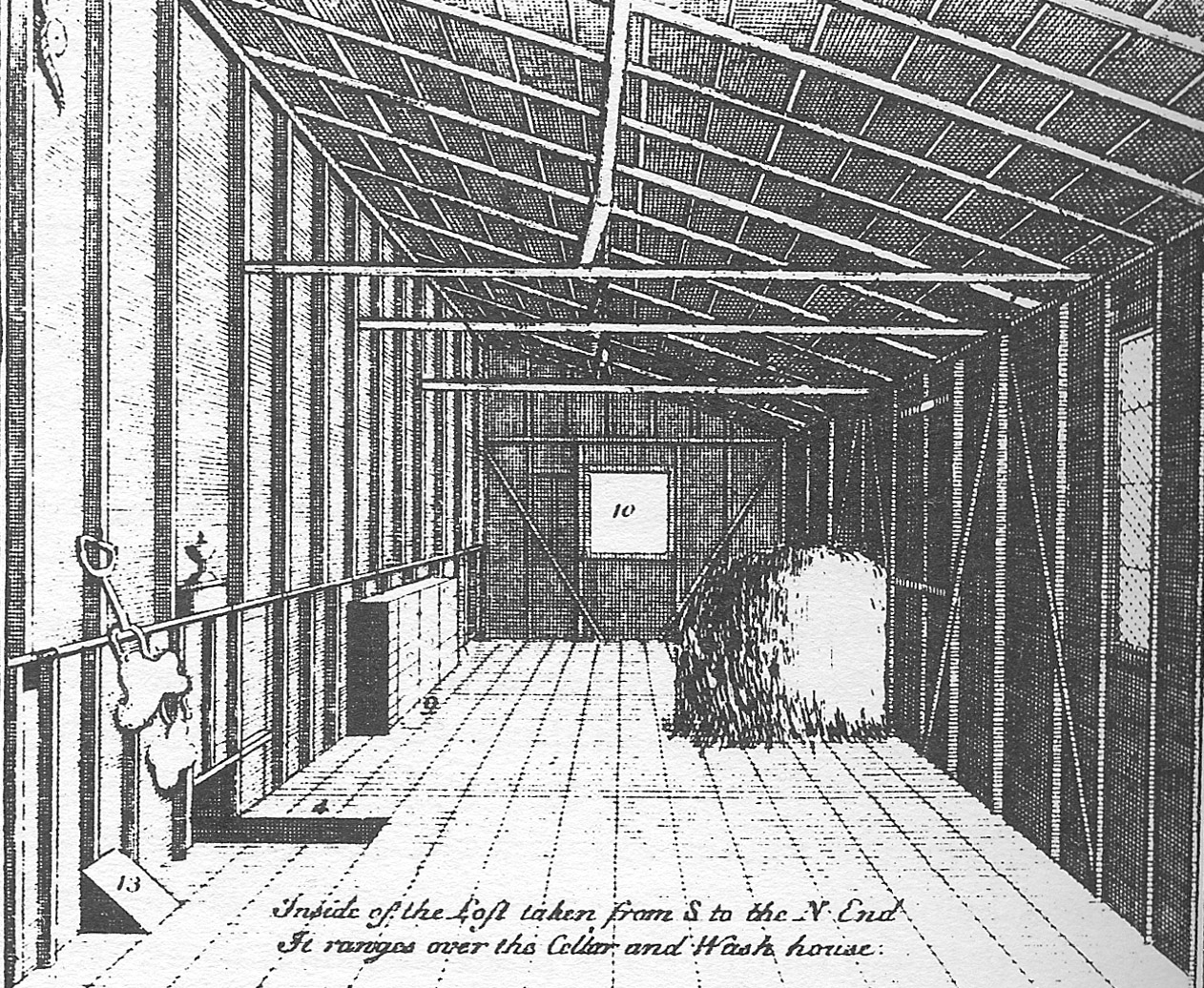
Un dessin d'époque montre le grenier dans lequel Elizabeth Canning aurait été détenue.

La défense d'Elizabeth Canning débute par le discours d'ouverture de Williams et Morton, ce dernier insistant sur sa flagrante malchance d'être sujette pour une deuxième fois à une telle souffrance : une première fois lors de ses poursuites contre ses assaillants et une seconde fois en étant punie pour l'avoir fait. Il complimente le jury et se moque des allégations de Davy. Morton profite aussi de la réticence des procureurs d'appeler à la barre Virtue Hall. Il met en évidence le peu probable talent d'Elizabeth Canning de pouvoir tromper ses partisans et argumente contre les doléances des procureurs à propos de la description du grenier par Canning. Nares se concentre sur les problèmes potentiels qui découlent d'une poursuite judiciaire pour parjure, insinuant que les victimes d'un crime seront moins tentées de poursuivre en justice leurs assaillants par peur d'être poursuivies elles-mêmes.
Morton questionne ensuite George Squires, qui ne peut se rappeler avec certitude le chemin qu'ils ont emprunté dans le Sud de l'Angleterre à l'époque où Elizabeth Canning est portée disparue. Sa sœur Lucy n'est pas appelée à la barre car elle est vue comme « plus stupide que son frère et n'a pas voyagé depuis leur arrivée à Enfield Wash ». Robert Willis, qui a accompagné Mary Squires pour déterminer le chemin emprunté par la famille gitane, est aussi appelé à la barre, mais ses déclarations sont jugées irrecevables, car ressemblant à des ouï-dire. Tout comme lors du procès de Mary Squires et de Susannah Wells, la fiabilité des témoins des procureurs dépend largement de leur personnalité. Trois hommes de Litton Cheney témoignent qu'ils ont vu la famille Squires entrer dans le village le 30 décembre. Les trois hommes d'Abbotsbury sont alors appelés à la barre et font leur témoignage. La première journée, 39 témoins de la couronne passent à la barre, la plupart confirmant brièvement l'alibi de la famille Squires.
« Plusieurs personnes qui ont participé à une émeute à Old Bailey ont été emprisonnées à Newgate. Le greffier de la cour William Moreton recommande à toute personne qui a subi des désagréments de respecter la dignité de la cour de justice, de maintenir cette dignité et que la magistrature de cette cour ne doit pas être traitée de façon à réduire l'importance du pouvoir civil. Lorsque la cour a ajourné ses débats, il y avait une foule si imposante, qui menaçait Sir Crisp Gascoyne aux portes du tribunal, que le shérif Chitty, aidé de plusieurs connétables, l'a escorté jusqu'au Royal Exchange,. »
— Whitehall Evening Post ou London Intelligencer, mardi 30 avril 1754
À la fin du premier jour, la foule à l'extérieur du tribunal, qui s'attend à un court procès et à un verdict de non-culpabilité, voit apparaître non pas la jeune servante, mais Crisp Gascoyne. Furieux, les gens lui lancent de la boue et des pierres, et Gascoyne trouve refuge dans une auberge proche. La foule retourne alors à l'immeuble du Old Bailey et escorte Elizabeth Canning qui s'en éloigne. Le 1er mai, l'audience reprend en se penchant sur l'attaque qu'a subie Crisp Gascoyne. Un garde lui est assigné et l'un des membres du jury, un Canningite, fait des excuses. Plus tard dans la journée, les Canningites publient un avis demandant à la foule de ne pas s'immiscer dans les affaires de la cour. Alderman Thomas Chitty, après avoir juré de dire la vérité, raconte sa première rencontre avec Elizabeth Canning le 31 janvier 1753. Davy questionne plusieurs témoins, lesquels s'attardent sur les contradictions du témoignage d'Elizabeth lorsqu'elle a décrit sa prison. L'un montre son dégoût envers le témoignage de Virtue Hall contre Mary Squires. Avec d'autres témoins, dont Sarah Howit, Fortune et Judith Natus attestent qu'Elizabeth n'a jamais été dans le grenier avant le 1er février et que c'est en fait Howit et Virtue Hall qui se trouvaient dans le grenier en janvier,. La fin de la séance est encore assombrie par la foule qui attend à l'extérieur : Gascoyne est escorté par des connétables.

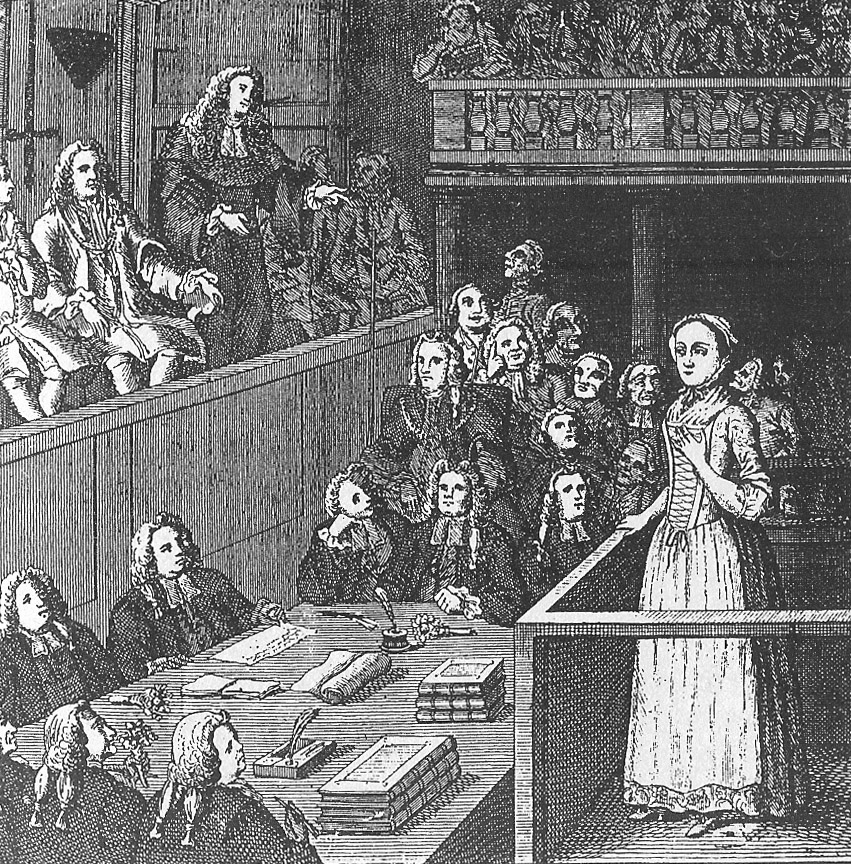
Dessin d'époque montrant Elizabeth Canning lors de son procès.

Le vendredi, d'autres témoins de la couronne, 60 en tout, défilent à la barre. La défense interroge plusieurs des témoins présents lors de la première recherche à la maison des Wells. L'oncle d'Elizabeth Canning, Thomas Colley, est contre-interrogé à propos de ce qu'a mangé sa nièce lors de sa visite du jour de l'an, la couronne tentant de démontrer qu'elle aurait pu ou non survivre un mois en se nourrissant de la miche qu'elle a affirmé avoir mangé. Le troisième jour du procès, la mère d'Elizabeth apparaît à la barre. L'une des lignes de la défense est d'insinuer que sa fille est trop stupide pour avoir inventé son enlèvement, mais contre-interrogée par Davy, sa mère montre qu'Elizabeth est capable d'écrire « un peu ». Selon Davy, cela démontre qu'elle n'est pas stupide. Robert Scarrat est ensuite questionné et admet qu'il se trouvait à la maison des Wells avant qu'Elizabeth Canning ne disparaisse. Deux voisins attestent de son « état déplorable ». Son employeur est aussi interrogé, ainsi que son apothicaire, qui croit qu'Elizabeth Canning aurait pu survivre avec une cruche d'eau et la miche qu'elle affirme avoir reçue. La défense réplique en faisant témoigner trois personnes, chacune croyant avoir rencontré « un pauvre et misérable gueux » à la fin de janvier, au moment où elle affirme s'être enfuie.
Le 6 mai, d'autres témoins de la couronne sont appelés à la barre. Devant Mary Squires et sa famille, plusieurs voisins des Wells insistent sur le fait qu'ils ont, au début de 1753, vu la vieille gitane près de chez eux. D'autres témoins déclarent l'avoir vue à d'autres endroits près d’Enfield Wash, dont une femme qui jure l'avoir vue le Old Christmas Day. Le système de repérage des dates britanniques est passé en septembre 1752 du calendrier julien au calendrier grégorien et la femme n'est pas capable de déterminer le jour exact au cours duquel elle prétend avoir vu Mary Squires. Elle n'est pas la seule : plusieurs autres témoins de la défense sont incapables de calculer correctement les nouvelles dates, nécessitant une correction de 11 jours. D'autres sont analphabètes et éprouvent aussi des difficultés. La cour entend également trois autres témoins venus exprès pour jeter le discrédit sur le témoignage des Natus.
Le dernier jour du procès est accaparé par Davy, qui fait venir d'autres témoins de la couronne et s'attarde à démolir le témoignage de ceux qui affirment avoir vu Mary Squires à Enfield Wash en janvier. Il résume la position des procureurs en disant au jury qu'Elizabeth Canning est coupable du crime « le plus détestable et impie qu'un cœur humain peut concevoir ». Le greffier de la cour William Moreton résume la position de la défense et demande au jury si Elizabeth Canning a répondu de façon satisfaisante aux accusations. De plus, il s'interroge sur le fait qu'elle aurait pu survivre pendant environ un mois avec « pas plus qu'un quart de miche et un pichet d'eau ».

### Verdict, répercussions et vie ultérieure
Après deux heures de délibérations, le jury déclare Elizabeth Canning « coupable de parjure, mais pas [de façon] préméditée ou corrompue ». Le greffier refuse ce verdict estimant qu'il est partial, le jury prend alors 20 minutes supplémentaires pour la déclarer « coupable de parjure prémédité et corrompu ». Crisp Gascoyne n'est pas présent lorsque le verdict est prononcé : il lui a été conseillé de partir plus tôt de façon à éviter des problèmes hors de la cour. La défense demande un nouveau procès, en vain. Elizabeth Canning, détenue à la prison de Newgate, est condamnée le 30 mai, par neuf voix contre huit, à un mois de prison et à sept ans de déportation pénale. Selon les State Trials, Elizabeth Canning « souhaitait que [les jurés] soient en sa faveur ; elle n'avait pas l'intention de prendre la vie de la gitane. Elle ne s'était que défendue et souhaitait qu'on la considère comme malchanceuse ».

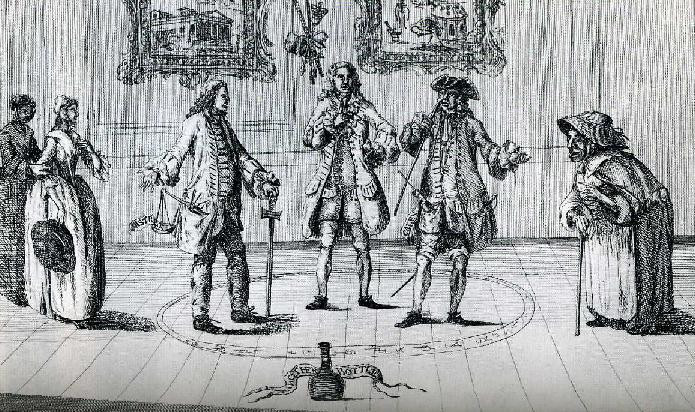
The Conjurers, pièce de théâtre de Lady Fanny Killigrew (1753). Les personnages d'Elizabeth Canning, Henry Fielding, Crisp Gascoyne, John Hill et Mary Squires partagent la scène avec The Bottle Conjuror, un comédien prétendument capable de se glisser à l'intérieur d'une bouteille de vin vide.

Le verdict ne permet pas d'adoucir la férocité des débats. Les transcriptions du procès sont très populaires et des portraits de la jeune servante sont exposés dans les vitrines des boutiques. Une prime est offerte à quiconque peut aider à trouver qui a attaqué Crisp Gascoyne. La presse écrite de la Grub Street s'intéresse plus particulièrement aux retombées de l'affaire. La Gazeteer est remplie de lettres satiriques signées sous les pseudonymes d'Aristarchus (Aristarque), de Tacitus (Tacite) et de T. Trueman, Esq. (M. Homme Honnête, Esquire). Nikodemus (Nicodème), un Canningite, fait remarquer que sans gitane, « qu'arriverait-il à notre jeune noblesse et à notre jeune gentry s'il n'y avait pas de catins qui leur procuraient du plaisir ? » Ceux qui ont pris le parti de Mary Squires ne sont pas les seuls à subir des attaques ; John Hill a écrit une courte chanson célébrant son rôle et celui de Gascoyne dans l'affaire. Des images d'Elizabeth Canning dans le grenier, son corsage détaché et révélant ses fesses, sont diffusées. Une autre image montre Susannah Wells et Mary Squires se tenant sur un balai magique, allusion à la sorcellerie.
Pendant le procès, Crisp Gascoyne demande un mandat pour siéger au parlement britannique, mais arrive dernier lors du dépouillement du scrutin. Pour justifier ses gestes contre Elizabeth Canning, il rédige An Address to the Liverymen of the City of London, from Sir Crisp Gascoyne (« n appel aux bons serviteurs de la Cité de Londres, de Sir Crisp Gascoyne »). Il subit des attaques littéraires et physiques, et reçoit même des menaces de mort. Les Canningites publient plusieurs répliques aux écrits de Gascoyne, dont A liveryman's reply to Sir Crisp Gascoyne's address (« Une réplique des bons serviteurs à l'appel de Sir Crisp Gascoyne ») et A refutation of Sir Crisp Gascoyne's of his conduct in the cases of Elizabeth Canning and Mary Squires (« Une réfutation de Sir Crisp Gascoyne pour sa conduite dans les affaires d'Elizabeth Canning et de Mary Squires »), ce dernier montrant le procès comme la culmination d'une vendetta de Gascoyne contre Elizabeth Canning.
Il est rapporté qu'Elizabeth Canning, détenue à la prison de Newgate, fréquente des méthodistes, ce qui lui donne mauvaise réputation. Le jour de l'apparition du rapport, des billets rédigés à la main circulent : ils affirment que le recteur de l'église St Mary Magdalen lui a rendu visite et est satisfait de savoir qu'elle est toujours membre de l'Église d'Angleterre. Parmi ses visiteurs se trouve le juge Ledinard, qui a aidé à amener Virtue Hall à Crisp Gascoyne. Il demande à Elizabeth Canning de se confesser, mais elle réplique « J'ai dit toute la vérité en cour, et rien d'autre que la vérité. Je préfère ne pas répondre à aucune question, à moins que ce ne soit en cour ».
Malgré des appels à la clémence, elle est embarquée à bord du navire pour prisonniers Tryal à destination de l'Amérique britannique. À la suite de plusieurs menaces de la part de l'équipage, elle est embarquée sur le Myrtilla en août 1754. Arrivée à Wethersfield au Connecticut, elle est prise en charge par des Canningites qui la mènent au révérend Elisha Williams, où elle est traitée comme un membre de la famille. Williams meurt en 1755 et Elizabeth Canning épouse John Treat le 24 novembre 1756, dont elle prend le nom de famille. Son fils, Joseph Canning Treat, naît en juin 1758 et sa fille Elizabeth, en novembre 1761. Elle met au monde deux autres enfants, John et Salmon, et décède subitement en juin 1773.

## Perceptions de l'affaire
L'histoire d'Elizabeth Canning a fasciné l'Angleterre georgienne. Lors de son procès, peu d'attention est portée sur l'offre de prostitution prétendument exprimée par Mary Squires. Selon Judith Moore, l'affaire a ouvertement posé la question de la chasteté d'Elizabeth, tout en posant secrètement la question si une telle affaire avait un quelconque intérêt à cause du rang de Canning. Kristina Straub compare cette affaire au débat plus général sur la sexualité des servantes féminines ; Elizabeth Canning peut être soit « une innocente jeune fille attaquée par des hors-la-loi brutaux », soit « une rusée manipulatrice du système judiciaire qui profite des innocents spectateurs pour échapper aux conséquences de ses méfaits sexuels ». The Case of Elizabeth Canning Fairly Stated postule qu'Elizabeth Canning a subi l'emprisonnement pour protéger sa vertu ou a menti pour cacher « ses affaires criminelles [faites] dans le Noir ». Straub considère que le débat ne tournait pas qu'autour de la culpabilité ou de l'innocence d'Elizabeth Canning mais aussi sur « les types d'identité sexuelle associés aux femmes de son rang ».
L'opposition partisane des Canningites et des Egyptians a fait de l'affaire Elizabeth Canning l'un des mystères criminels les plus connus de l'Angleterre du XVIIIe siècle. Plusieurs années durant, le procès est en vedette dans The Newgate Calendar et le Malefactor's Registers. L'ouvrage de Ramsay A Letter to the Right Honourable the Earl of — Concerning the Affair of Elizabeth Canning (« Une lettre au Juste et Honorable Earl de — à propos de l'affaire Elizabeth Canning ») sert d'inspiration à Voltaire pour son Histoire d'Elisabeth Canning, et de Jean Calas (1762), lequel partage l'opinion de Ramsay que Canning a disparu pour cacher une grossesse,. Le procès est revu en 1820 par James Caulfield, qui raconte à nouveau l'histoire en faisant plusieurs erreurs notables. Pendant les XIXe et XXe siècles, plusieurs auteurs publient leur interprétation de l'affaire. L'essai de Caulfield est suivi en 1852 par Elizabeth Canning de John Paget qui résume le mieux l'affaire : « En vérité, peut-être, la plus complète et la plus mystérieuse énigme judiciaire connue ».
Le procès d'Elizabeth Canning se distingue par l'incapacité des procureurs de trouver quelque preuve que ce soit que la jeune servante s'est trouvée ailleurs que dans la maison des Wells. Le lieu où s'est trouvé Elizabeth Canning en janvier 1753 demeure encore inconnu au XXIe siècle. De façon similaire, beaucoup de mystères planent sur les allées et venues des Squires lorsqu'ils ont voyagé dans le Dorset au début de 1753. L'écrivain F. J. Harvey Darton les soupçonne d'être une famille de contrebandiers : pour lui, il est significatif qu'ils sont passés par Eggardon, lieu où Isaac Gulliver sévissait (cependant, Gulliver était un enfant à cette époque). L'écrivain du XVIIIe siècle Allan Ramsay a affirmé que l'histoire avancée initialement par Elizabeth Canning est « extrêmement stupide » et fausse. Il considère que le manque de détails dans son témoignage est peu surprenant pour un esprit rationnel. L'écrivain américain Lillian Bueno McCue suppose qu'Elizabeth Canning était amnésique et que son ancien employé, John Wintlebury, est à blâmer pour son emprisonnement à la maison des Wells. Treherne juge cette théorie comme peu crédible : il spécule qu'Elizabeth Canning était certainement à Enfield Wash mais n'était pas emprisonnée dans la maison des Wells. Il suggère que Robert Scaratt a conseillé à Elizabeth Canning d'inventer une détention à la maison des Wells, ce leurre ayant permis de détourner les soupçons d'une probable grossesse non désirée dont il aurait été responsable. Treherne suggère aussi qu'Elizabeth Canning a souffert d'amnésie partielle et qu'elle peut avoir menti de façon involontaire lors du procès de Mary Squires et de Susannah Wells. Il qualifie Canning de « premier objet médiatique ». Bien que quelques auteurs aient adopté la même position que Fielding ou Hill, qui a pris parti dans l'affaire, la plupart des auteurs postérieurs croient qu'Elizabeth Canning n'a pas dit la vérité. Moore, en revanche, pense qu'elle est probablement innocente, jugeant que les contradictions entre les témoignages d'Elizabeth Canning et de Mary Squires sont des omissions et des modifications compréhensibles, tout en soulignant le désir des hommes au pouvoir de poursuivre leurs propres buts, souvent au détriment des autres.

### Citations originales
1. ↑  (en) « ended all the trouble which I thought it necessary for me to give myself in this affair »
2. ↑  (en) « there was a fire-place and a grate in it, no bed nor bedstead, nothing but hay to lie upon; there was a black pitcher not quite full of water, and about twenty-four pieces of bread … about a quartern loaf »
3. ↑  (en) « Because I thought they might let me out; it never came into my head till that [Monday] morning »
4. ↑  (en) « I never saw that witness in my lifetime till this day three weeks »
5. ↑  (en) « I return thanks for telling me, for I am as innocent as the child unborn »
6. ↑  (en) « They were there six or seven weeks in all; they had been there about a fortnight before the young woman was brought in »
7. ↑  (en) « with handkerchiefs, lawns, muslins, and checks, to sell about town »
8. ↑  (en) « beat them, kicked them rolled them in the Kennel and otherwise misused them before they suffered them to get from them »
9. ↑  (en) « extremely important, and very frequently used… in character testimony too, the word of a man of property had the greatest weight. Judges respected the evidence of employers, farmers and neighboring gentlemen, not mere neighbors and friends »
10. ↑  (en) « a poor man who cries sticks about the streets »
11. ↑  (en) « to foreswear themselves on behalf of this miserable object »
12. ↑  (en) « this hill was only a paltry dunghill, and had long before been levelled with the dirt »
13. ↑  (en) « when I was at Mr Fielding's I at first spoke the truth, but was told it was not the truth. I was terrified and threatened to be sent to Newgate, and prosecuted as a felon, unless I should speak the truth »
14. ↑  (en) « a miserable poor wretch »
15. ↑  (en) « wicked Gypsies and a poor innocent girl refusing to yield her honour »
16. ↑  (en) « to suspend their judgement in the Case of the Gypsy Woman till a full State of the whole, which is now being prepared by Mr. Fielding, is published »
17. ↑  (en) « sift the truth out of her, and to bring her to confession if she was guilty »
18. ↑  (en) « Who Sir, are you, that are thus dictating unto the Government? Retire into yourself and know your station »
19. ↑  (en) « wilful corrupt perjury »
20. ↑  (en) « Gentlemen, the prisoner stands indicted of one of the most heinous crimes; an endeavour, by wilful and corrupt foreswearing herself, to take away the life of a guiltless person; and with aggravation, in the black catalogue of offences, I know not one of a deeper dye. It is a perversion of the laws of her country to the worst of purposes; it is wrestling the sword out of the hands of justice to shed innocent blood »
21. ↑  (en) « a LYING B——H, a CHEAT, or an IMPOSTER »
22. ↑  (en) « rather more stupid than her brother, and has not been on the road since their coming to Enfield Wash »
23. ↑  (en) « Several persons were taken into custody that made a riot at the Old Bailey Gate and were committed to Newgate. William Moreton Esq recorder, recommended to all persons who were concerned in the most pathetic manner, to consider the dignity of the Court of Justice, the necessity of keeping up that dignity, and that the magistracy of this court should not be treated in such a manner as to lessen the weight of the Civil Power. After the court adjourned there was so great a mob at the gate of the Session-House threatening Sir Crisp Gascoyne, that Mr. Sheriff Chitty, with a number of Constables, escorted him as far as the Royal-Exchange »
24. ↑  (en) « the most impious and detestable [crime] the human heart can conceive »
25. ↑  (en) « Guilty of perjury, but not wilful and corrupt »
26. ↑  (en) « Guilty of Wilful and Corrupt Perjury »
27. ↑  (en) « hoped they would be favourable to her; that she had no intent of swearing the gypsey's life away; and that what had been done, was only defending herself; and desired to be considered unfortunate »
28. ↑  (en) « what would become of your young nobility and gentry, if there were no bawds to procure young girls of pleasure for them? »
29. ↑  (en) « I have said the whole truth in court, and nothing but the truth; and I don't choose to answer any questions, unless it be in court again »
30. ↑  (en) « childlike innocent, victimized  [sic] by brutally criminal outlaws »
31. ↑  (en) « a wily manipulator of the justice system who uses innocent bystanders to escape the consequences of her own sexual misdeeds »
32. ↑  (en) « her own criminal Transactions in the Dark »
33. ↑  (en) « the kinds of sexual identity that were attributable to women of her position in the social order »
34. ↑  (en) « in truth, perhaps, the most complete and most inexplicable Judicial Puzzle on record »
35. ↑  (en) « the first media product »